# Camel (együttes)
A Camel angol progresszív rock együttes, amely 1971-ben alakult. A Canterburyi szcéna egyik fontos szereplőjeként megalakulása óta folyamatosan adja ki meglehetős sikerrel fogadott stúdió és élő felvételeit.

## Történelem

### Az 1970-es évek
Andrew Latimer gitáros, Andy Ward dobos és Doug Ferguson basszista egy The Brew nevű trióban játszott Guildford (Surrey, Anglia) környékén. 1971. február 20-án egy meghallgatáson vettek részt, melynek eredményeképpen az énekes-dalszerző Phillip Goodhand-Tait kísérőzenészeiként közreműködtek a zenész 1971-ben megjelent, "I Think I'll Write a Song" című albumán. Ez volt az egyetlen Goodhand-Taittel közös lemezük. Leigazolták a billentyűs hangszereken játszó Peter Bardenst és - miután egy Bardens által kötött megállapodásnak eleget téve felléptek egy bevezető koncerten 1971. október 8-án, Belfastban, Észak-Írországban, Peter Bardens' On név alatt - nevüket Camelre változtatták. Az új néven adott első koncertjük december 4-én volt a londoni Waltham Forest Technical College-ben, a Wishbone Ash előzenekaraként.
1972 augusztusában a Camel leszerződött az MCA Records kiadóhoz és hat hónappal később megjelent nevükkel egyező című albumuk. A lemez nem volt sikeres és a zenekar a Decca Records Deram Records nevű divíziójához igazolt.
1974-ben kiadták második albumukat, a kritika által jól fogadott Mirage-t, amelyen Latimer megmutatta, hogy a fuvolához is jól ért. Bár nem kerültek fel a honi listákra, sikert arattak az Amerikai Egyesült Államok nyugati partján, amely egy három hónapos ottani turnét eredményezett.
Instrumentális, zenekari jellegű koncept albumuk, a Music Inspired by The Snow Goose 1975-ben jelent meg. Ihletője Paul Gallico azonos című elbeszélése volt. Ez hozta meg azt az áttörést, amely szélesebb érdeklődést jelentett az együttes számára. Gallico, aki gyűlölte a dohányzást, azt hitte, hogy kapcsolatban vannak a cigaretta márkával és perrel fenyegette meg őket. A Camelnek azzal sikerült ezt elkerülni, hogy az album borítóján feltüntették: 'Music inspired by…' (A zenét a ... inspirálta.). A lemez sikere egy telt házas közös koncertet eredményezett a londoni szimfonikusokkal (London Simphony Orchestra) a Royal Albert Hallban, Londonban, 1975 októberében.
Negyedik albumuk, az 1976-ban kiadott Moonmadness folytatta az előző sikerét, de ez volt az utolsó mely az eredeti felállással készült. A szaxofonos Mel Collinsszal gyarapodott az együttes a következő turné idejére, megalapozva ezzel egy nyolcéves kapcsolatot. A dobos Ward egy jazzesebb irányultságot szeretett volna, ez az igény azonban arra késztette Fergusont, hogy 1977 elején távozzon.
Richard Sinclair (korábban Caravan) váltotta Fergusont és ez a felállás eredményezte a Rain Dances (1977) és a Breathless (1978) című albumokat. Az utóbbi volt az utolsó albumuk Bardensszel, aki a promóciós turné előtt bejelentette távozását. Két billentyűs játékossal helyettesítették, Dave Sinclairrel (Richard unokatestvére, ugyancsak a Caravánból) és Jan Schelhaasszal (korábban szintén Caravan). A Sinclair unokatestvérek mindketten távoztak a turné után, helyettük Kit Watkins és Colin Bass érkezett.
Ez a felállás rögzítette a populárisabb I Can See Your House from Here című lemezt 1979-ben, azt az albumot, amely gondokat okozott a hirdetőknek „tiszteletlen” borítója miatt, az ugyanis egy megfeszített űrhajóst ábrázol, amint a Földet figyeli. Néhány rajongónak a populárisabb irányultság miatti fenntartása ellenére az album egy olyan, tíz perces instrumentális számmal fejeződik be ('Ice'), amely hűen tükrözi Latimer szólógitárosi tehetségét.

### Az 1980-as évek
A Camel következő lemezével a koncept albumokhoz tért vissza. A Nude (1981) egy igaz történeten alapul, mely szerint Onoda Hiroo személyében egy japán katonát találtak egy szigeten, sok évvel a második világháború befejezése után, és a katona nem volt tudatában annak, hogy háborúnak vége van. Duncan MacKay játszott a legtöbb billentyűs hangszeren Watkins és Schelhaas helyett, akik más projektekben próbálkoztak, de a turné idejére visszatértek. Ez volt az első album, melyhez a szövegeket Susan Hoover, Latimer leendő felesége írta. 1981 közepén Ward felhagyott a dobolással, alkohollal és kábítószerrel összefüggő problémái miatt és a Camel csendben megszűnt. Egy év mulva kiderült, hogy Ward öngyilkossági kísérletet követett el.
Együttes nélkül, egy hatályos szerződés szorításában és a Decca azon nyomása hatására, hogy hozzanak össze egy slágerszámot, Latimer összegyűjtött néhány zenészt (köztük David Patonnel, Chris Rainbow-val és Anthony Phillipsszel) az Abbey Road stúdióban, 1982 elején. A megszületett album, mely az ironikus The Single Factor (Az egyedüli tényező) címet kapta, nagyon messze volt a zenekar korábbi, hard rockos/progresszív rockos hangzásától, de súrolta a slágerlisták alsó régióit és lehetővé tette a sikeres Tenth Anniversary (Tizedik évforduló) turnét. Latimer mellett Paton, Rainbow, Watkins, a dobos Stuart Tosh és a gitáros Andy Dalby alkotta az együttest. A tiszteletdíjon aztán jogi perpatvar kezdődött korábbi menedzserükkel, amely csak öt év elteltével rendeződött.
Ton Scherpenzeel (a holland progresszív rock együttesből, a Kayakból) csatlakozott billentyűs játékosként Latimerhez és a dobokon játszó Paul Burgess társaságában vették fel 1984-ben a Camel új, Stationary Traveller című albumát. A lemezt népszerűsítő turnéra visszatért a basszusgitáron játszó Bass, valamint fellépett velük Rainbow és Richie Close kisegítő billentyűsként. (Close néhány évvel később legionárius betegségben halt meg.)
Miután 1984 végén megjelent az élő Pressure Points album, a Camel nyomtalanul eltűnt, olyannyira, hogy a rajongók nyugtalankodni kezdtek. A Deccával kötött szerződés lejártával Latimer képtelen volt más angol kiadó érdeklődését felkelteni és végül Kaliforniába költözött amikor a polgári per befejeződött (rá nézve szerencsésen).

### Az 1990-es évek
Hét évnyi szünet után Latimer újra felélesztette a Camel nevet és Bass, Burgess, Scherpenzeel, valamint hét vendégmuzsikus társaságában felvették a meglehetősen instrumentális Dust and Dreams című albumot, amely John Steinbeck klasszikus regényének, az Érik a gyümölcsnek (The Grapes of Wrath) egyfajta zenei megidézése volt. A lemezt Latimer saját társasága, a Camel Productions adta ki és többek szerint dicsőséges visszatérés volt az együttes progresszív gyökereihez, míg mások csalódást keltő, középszerű alkotásként értékelték.
Mickey Simmonds játszott a billentyűs hangszereken az 1992-es világméretű visszatérési turnén, melyről 1993-ban egy dupla élő CD jelent meg Hollandiában, Never Let Go címmel. 1994-ben néhány korábbi tag, Bardens, Ward és D. Sinclair, valamint egy korábbi vendégmuzsikus Jimmy Hastings megalakította a Mirage nevű zenekart, amely koncertjein számtalan Camel-darabot játszott, de néhány éven belül megszűnt.
Latimer and Hoover később, 1996-ban megírta és Camel név alatt megjelentette a Harbour of Tears című albumot, melynek címe az írországi Cobh kikötőjére utal, ahonnan 1845–1849 között - az éhínség következtében - rengetegen hajóztak ki az Amerikai Egyesült Államok felé.
1997-ben a Camel ismét turnézott az Államok nyugati partjainál, Japánban és Európában (ahogy 1992-ben is). Latimert ezúttal Bass, Foss Patterson (billentyűs hangszerek) és a dobos Dave Stewart segítette. A turné eredményeként jelent meg a Coming of Age című élő dupla CD és DVD.
1999-ben Latimer, Stewart, Bass és a vendég Scherpenzeel felvették a Rajaz-t. Visszatérve a múltba, a Rajaz egy spontán kompozíció volt, melynek ihletője a teve lépéseinek ritmusa volt. Latimert lenyűgözte az az elképzelés, hogy a teve ritmusa segíti a meggyötört utazót céljának elérésében. Az album igazi visszatérés volt a progresszív gyökerekhez.

### A 2000-es évek
Stewart a következő turné előtt elhagyta az együttest, miután kapott egy ajánlatot egy skóciai dob-áruház irányítására. Őt a francia-kanadai Denis Clement váltotta a dobok mögött. A 2000. évi turné alkalmával Guy LeBlanc játszott a billentyűs hangszereken. Latimer, Bass, LeBlanc és Clement 2001-ben egy dél-amerikai turnéra indultak.
2002-ben ez a négyes rögzítette a A Nod and a Wink című lemezt, egy elmélkedő, lágyan szóló albumot, melyből kiemelkedik Latimer fuvolajátéka. Az albumot Peter Bardensnek ajánlották, aki 2002 januárjában halt meg.
Egy ugyanezen évi, némiképp megfáradt turnét követően a Camel Productions bejelentette a 2003. évi "Farewell Tour"-t. Guy LeBlanc közvetlenül az indulás előtt távozott, felesége betegsége miatt, így őt Tom Brislin (az Egyesült Államokban) és Ton Scherpenzeel (Európában) helyettesítette. A turné amerikai szakaszának fénypontja a legelismertebb progresszív rock fesztiválon, a NEARfesten való fellépés volt.
Latimer elkezdett dolgozni a Camel anyagainak akusztikus verzióin, de a munka abbamaradt. 2006-ban elfogadott egy meghívást, hogy gitározzon és énekeljen Roger Waters turnéján, de a pozíciót végül is Dave Kilminster töltötte be.
2006 októberében Latimer teljesen visszaköltözött az Egyesült Királyságba, hogy szülőhazájában rögzítsen és adjon ki további Camel albumokat és befejezzen egy Andy Warddal és Doug Fergusonnal 2003-ban elkezdett projektet.
2007 májusában Susan Hoover a Camel Productions honlapján keresztül bejelentette, hogy Andrew Latimer 1992 óta óta a policitémia vera nevű vérképzőszervi betegségben szenved, amely myelofibrosist (a csontvelő rostos elfajulása) okozott. Ez volt az oka annak, hogy a Camel felhagyott a turnékkal. A zenész kemoterápiás kezelést kapott és csontvelő-átültetésen ment keresztül 2007 novemberében. Jól reagált a kezelésekre, de kimerültségre és komoly, visszatérő ízületi fájdalmakra panaszkodott. 2008-ban Susan Hoover bejelentette, hogy Latimer fokozatosan visszanyeri az erejét, és olyan kielégítő a kedélyállapota, hogy a Camel előbb utóbb képes lesz egy rövid koncertkörútra, valamint egy új stúdióalbum megjelentetésére.

### A 2010-es évek
Latimer egészsége javult és gitárszólókkal, valamint ének-betétekkel működött közre David Minasian Random Acts of Beauty című, 2010-ben megjelent albumán.
2010 szeptemberében a Camel Productions bejelentette, hogy Latimer és Denis Clement hozzáfogott egy új Camel-album anyagának összeállításához.

## Az együttes tagjai
A legutóbbi felállás
- Andrew Latimer - gitár, ének, fuvola, billentyűsök, basszusgitár (1971–)
- Colin Bass - basszusgitár, billentyűsök, akusztikus gitár (1979–1981, 1984–)
- Denis Clement - dobok, ütősök (2000–)
- Ton Scherpenzeel - billentyűsök (1984, 1991, 1999, 2003–)

Korábbi tagok
- Doug Ferguson - basszusgitár, ének (1971–1977)
- Peter Bardens - billentyűsök, ének (1971–1978)
- Andy Ward - dobok, ütősök (1971–1981)
- Richard Sinclair - basszusgitár, ének (1977–1978)
- Mel Collins - szaxofonok, fuvola (1977–1979)
- Jan Schelhaas - billentyűsök (1979–1981)
- Kit Watkins - billentyűsök, fuvola (1979–1982)
- Paul Burgess - dobok, ütősök (1984–1992)
- Dave Stewart - dobok, ütősök (1997–2000)
- Guy LeBlanc - billentyűsök, ének (2000–2003)

További stúdiózenészek
- 'Eddie' - kongák a Camel-en
- Tony Cox - szintetizátor a Camel-en
- Jimmy Hastings - fuvola a Mirage-on
- David Bedford - hangszerelés a Music Inspired by The Snow Goose című albumon
- Martin Drover - trombita a Rain Dances-en
- Malcolm Griffiths - harsona a Rain Dances-en
- Brian Eno - billentyűsök a Rain Dances-en
- Fiona Hibbert - hárfa a Rain Dances-en
- Dave Sinclair - billentyűsök a Breathless-en
- Phil Collins - ütősök az I Can See Your House From Here albumon
- Duncan Mackay - billentyűsök a Nude-on és a The Single Factor-on
- Chris Green - cselló a Nude-on
- Gasper Lawal - ütősök a Nude-on
- Herbie Flowers - tuba a Nude-on
- David Paton - basszusgitár, ének a The Single Factor-on és a Harbour of Tears-en; ének a Dust and Dreams-en
- Graham Jarvis - dobok a The Single Factor-on
- Dave Mattacks - dobok a The Single Factor-on
- Simon Phillips - dobok a The Single Factor-on
- Anthony Phillips - gitár, billentyűsök a The Single Factor-on
- Chris Rainbow - ének a The Single Factor-on és a Stationary Traveller-en
- Haydn Bendall - billentyűsök a Stationary Traveller-en
- Francis Monkman - csembaló a The Single Factor-on
- Tristian Fry - harangjáték a The Single Factor-on
- Jack Emblow - harmonika a The Single Factor-on
- Mae McKenna - ének a Dust and Dreams-en és a Harbour of Tears-en
- Christopher Bock - dobok a Dust and Dreams-en
- Don Harriss - billentyűsök a Dust and Dreams-en
- Neil Panton - oboa a Dust and Dreams-en; oboa, szopránszaxofon, harmónium a Harbour of Tears-en
- Kim Venaas - üstdob, szájharmonika a Dust and Dreams-en
- John Burton - francia kürt a Dust and Dreams-en és a Harbour of Tears-en
- Mickey Simmonds - billentyűsök a Harbour of Tears-en
- John Xepoleas - dobok a Harbour of Tears-en
- Barry Phillips - cselló a Harbour of Tears-en és a Rajaz-on
- Karen Bentley - hegedű a Harbour of Tears-en
- Anita Stoneham - hegedű a Harbour of Tears-en
- Terry Carleton - dobok, ütősök, vokál a A Nod and a Wink-en
- JR Johnston - vokál a A Nod and a Wink-en

Turné-zenészek
1971-1976.
- Andrew Latimer - Peter Bardens - Andy Ward - Doug Ferguson

1976.
- Andrew Latimer - Peter Bardens - Andy Ward - Doug Ferguson - Mel Collins

1977.
- Andrew Latimer - Peter Bardens - Andy Ward - Richard Sinclair - Mel Collins

1978-1979.
- Andrew Latimer - Andy Ward - Richard Sinclair - Mel Collins - Jan Schelhaas - Dave Sinclair

1979-1981.
- Andrew Latimer - Andy Ward - Colin Bass - Jan Schelhaas - Kit Watkins

1982.
- Andrew Latimer - Kit Watkins - David Paton - Chris Rainbow - Stuart Tosh - Andy Dalby

1984.
- Andrew Latimer - Colin Bass - Paul Burgess - Chris Rainbow - Ton Scherpenzeel - Richie Close

1992.
- Andrew Latimer - Colin Bass - Paul Burgess - Mickey Simmonds

1997.
- Andrew Latimer - Colin Bass - Dave Stewart - Foss Patterson

2000-2001.
- Andrew Latimer - Colin Bass - Denis Clement - Guy LeBlanc

2003. (USA)
- Andrew Latimer - Colin Bass - Denis Clement - Tom Brislin

2003. (Európa)
- Andrew Latimer - Colin Bass - Denis Clement - Ton Scherpenzeel

## Diszkográfia

### Stúdióalbumok
- 1973. - Camel
- 1974. - Mirage (USA Billboard 149.; (13 hétig a listákon))
- 1975. - Music Inspired by the Snow Goose Anglia 22.; (13 hétig a listákon); aranylemez
- 1976. - Moonmadness Anglia 15.; (6 hét a listákon)
- 1977. - Rain Dances (Anglia 20.; (8 hét a listákon); USA Billboard 136.)
- 1978. - Breathless (Anglia 26.; (1 hét a listákon); USA Billboard 134.)
- 1979. - I Can See Your House from Here (Anglia 45.; (3 hét a listákon))
- 1981. - Nude (Anglia 34.; (7 hét a listákon))
- 1982. - The Single Factor (Anglia 57.; (5 hét a listákon))
- 1984. - Stationary Traveller (Anglia 57.; (4 hét a listákon))
- 1991. - Dust and Dreams
- 1996. - Harbour of Tears
- 1999. - Rajaz
- 2002. - A Nod and a Wink

### Koncertalbumok
- 1973. - Greasy Truckers Live at Dingwalls Dance Hall
- 1978. - A Live Record
- 1984. - Pressure Points
- 1992. - On the Road 1972
- 1993. - Never Let Go
- 1994. - On the Road 1982
- 1997. - On the Road 1981
- 1998. - Coming of Age
- 2000. - Gods of Light '73-'75
- 2001. - The Paris Collection

### Válogatások
- 1981. - Chameleon - The Best Of Camel
- 1986. - A Compact Compilation
- 1986. - The Collection
- 1991. - Landscapes
- 1993. - Echoes
- 1997. - Camel - Master Series (25th Anniversary Compilation)
- 2001. - Lunar Sea
- 2010. - Rainbow's End: An Anthology 1973–1985

### Kislemezek
- 1973. - Never Let Go / Curiosity
- 1975. - Flight of the Snow Goose / Rhayader
- 1975. - The Snow Goose / Freefall
- 1976. - Another Night / Lunar Sea (élő)
- 1977. - Highways of the Sun / Tell Me
- 1978. - Breathless (Sin Respiracion) / Rainbows End (spanyol)
- 1979. - Your Love is Stranger Then Mine / Neon Magic
- 1979. - Remote Romance / Rainbows End / Tell Me
- 1981. - Lies (holland)
- 1982. - No Easy Answer / Heroes (kanadai)
- 1982. - Selva (holland)
- 1984. - Long Goodbyes / Metrognome (német)
- 1984. - Cloak And Dagger Man / Pressure Points
- 1984. - Berlin Occidental (Nyugat-Berlin) sztereo verzió / mono verzió (mexikói)

### DVD-k
- 2002. - Coming Of Age (élő, Billboard, Los Angeles, 1997. március 13.)
- 2003. - Pressure Points (élő, Hammersmith Odeon, London, 1984. május 11.)
- 2003. - Curriculum Vitae
- 2004. - Footage
- 2005. - Footage II
- 2007. - Total Pressure (a 'Pressure Points' koncert teljes változata).
- 2007. - Moondances
- 2010. - The Opening Farewell (élő, 26 June 2003, The Catalyst, Santa Cruz, USA, 2003. június 26.)

## Fordítás
- Ez a szócikk részben vagy egészben  a   Camel (band) című angol Wikipédia-szócikk ezen változatának fordításán alapul.  Az eredeti cikk szerkesztőit annak laptörténete sorolja fel. Ez a jelzés csupán a megfogalmazás eredetét és a szerzői jogokat jelzi, nem szolgál a cikkben szereplő információk forrásmegjelöléseként.